# ぽちゃーズ
『ぽちゃーズ』はDLEの共同制作による日本のテレビアニメ作品。深夜1時15分から放送されている。全ての生き物がぽっちゃりな体型。ショートコント・アニメである。フジテレビ『EXITV』内にて放送されている。また、フジテレビとDLEは、2024年10月から、ぽちゃ化”した動物たちが主人公のアニメショートコント・アニメ『ぽちゃーズ』オリジナルIPの開発とIPビジネスによる事業を目的に共同で制作を開始した。

## あらすじ
全ての生き物がぽっちゃりな体型になる、通称『ぽちゃ化』した世界。そこでは生き物達が欲望のままに暮らしている。

## 登場人物
ぽちゃキリン
声 - 寺澤百花
何の話に対しても首を突っ込んでしまう。
ぽちゃゾウ
声 - 寺澤百花
すぐに鼻であしらう。
ぽちゃウサギ
声 - 寺澤百花
不思議ぶることが得意な女の子。
ぽちゃカメ
声 - 寺澤百花
せっかちな性格で関西弁を話す。
ぽちゃトラ
声 - 寺澤百花
肉食系ではなく草食系。
ぽちゃクマ
声 - 寺澤百花
寝てない自慢をしてくる。常に寝不足。
ぽちゃクジラ
声 - 寺澤百花
嬉しい時に潮を吹く。ツンデレ。

## 作品情報

### スタッフ
監督・脚本・キャラクターデザイン - そろ谷
音楽 - 松野恭平
アニメーション制作 - DLE
製作 - ぽちゃーズ製作委員会

### 主題歌
「星にでも願ってろ」
クリープハイプによるオープニングテーマ。作詞・作曲は長谷川カオナシ、編曲はクリープハイプ。